# Novohradský
Novohradský (deutsch Nowohradsky) ist ein erloschenes Dorf auf dem Gebiet der Gemeinde Třemešné (Zemschen) in Tschechien. Die Wüstung liegt sechseinhalb Kilometer südwestlich von Přimda (Pfraumberg) und gehört zum Okres Tachov.

## Geographie
Das Gassendorf Novohradský befand sich am Rande ausgedehnter Wälder auf einer Rodungsfläche über dem Tal des Nivní potok (Natschbach) im böhmischen Teil des Oberpfälzer Waldes (Český les). Nördlich erheben sich der V Bučině (571 m n.m.) und die Kamenice (Ruitberg, 655 m n.m.), im Nordosten der Srní vrch (Gaisberg, 649 m n.m.) und der Apolenský vrch (Walpersberg, 726 m n.m.), östlich die Planina (Plattenberg, 698 m n.m.), im Südosten der Kamenný vrch (Niklasberg, 739 m n.m.) sowie südwestlich der Bukáč (571 m n.m.). Durch den Ort führte der Fahrweg von Nová Ves (Neudorf) nach Diana (Dianaberg).
Nachbarorte waren U Löblů (Löblhaus) und Růženín (Rosahain) im Norden, Domkamühle und Svatá Apolena (St. Apollonia) im Nordosten, Nová Ves im Osten, Mlýnské Domky (Mühlhäuseln) im Südosten, Spänmühle im Süden, Berghäusel im Südwesten, Rybničná (Weiherwiesenhaus) und Diana im Westen sowie Rozvadov (Roßhaupt) und Svatá Kateřina (St. Katharina) im Nordwesten.

## Geschichte
Nowohradsky wurde 1788 durch den Besitzer der Herrschaft Meyerhöfen, Franz Anton von Kolowrat-Nowohradsky, zwecks Vergrößerung des herrschaftlichen Tiergartens gegründet. Er überließ sieben Bewohnern von Dianaberg auf einem Schlag am Rande des Dianaberger Forstes Land zur Errichtung eines neuen Dorfes, das nach ihm benannt wurde. In Schallers im selben Jahr erschienener Topographie des Königreichs Böhmen fand die Ortschaft in der Beschreibung der Majoratsherrschaft Meyerhöfen noch keine Erwähnung.
Im Jahre 1835 bestand das im Pilsner Kreis gelegene Dorf Nowohradsky aus 14 Häusern mit 140 deutschsprachigen Einwohnern. Im Ort gab es ein Hegerhaus und eine Bierschänke. Pfarrort war Wusleben, zuständig die Filialkirche in Neudorf. Bis zur Mitte des 19. Jahrhunderts blieb das Dorf der Fideikommissherrschaft Maierhöfen mit Pfraumberg untertänig, Besitzer waren die Grafen Kolowrat-Krakowsky.
Nach der Aufhebung der Patrimonialherrschaften bildete Nowohradsky / Novohradský ab 1850 einen Ortsteil der Gemeinde Neudorf / Nová Ves im Bezirk Tachau und Gerichtsbezirk Pfraumberg. Ab 1855 gehörte die Siedlung zum Bezirk Pfraumberg. Ab 1868 war Nowohradsky wieder Teil des Bezirks Tachau. Im Jahre 1869 hatte das Dorf 154 Einwohner und bestand aus 14 Häusern. Im Jahre 1900 lebten in Nowohradsky 146 Personen, 1910 waren es 154. Nach dem Zusammenbruch der k.k. Monarchie wurde das Dorf 1918 Teil der neu gebildeten Tschechoslowakei. Beim Zensus von 1921 lebten in den 17 Häusern von Nowohradsky 158 Personen, davon 157 Deutsche. Im Jahre 1930 hatte der aus 23 Häusern bestehende Ort 136 Einwohner. In Folge des Münchner Abkommens wurde das Dorf im Oktober 1938 dem Deutschen Reich zugeschlagen und gehörte bis 1945 zum Landkreis Tachau. Nach dem Ende des Zweiten Weltkrieges wurde Novohradský wieder Teil der Tschechoslowakei. Die deutschböhmische Bevölkerung wurde vertrieben und das Dorf mit Tschechen wiederbesiedelt. Im Jahre 1950 lebten in den 25 Häusern von Novohradský nur noch 61 Personen. Die neuen Bewohner verließen das abgelegene Dorf bald wieder. Als Nová Ves im Jahre 1960 nach Přimda eingemeindet wurde, war Novohradský unbewohnt und wurde für erloschen erklärt. Im November 1971 wurde das verlassene Dorf zusammen mit Nová Ves nach Třemešné umgemeindet.
Heute sind auf der verbuschten Dorfstelle noch einige Mauerreste zu finden.

## Ortsgliederung
Novohradský gehört zum Ortsteil Nová Ves und ist Teil des Katastralbezirkes Nová Ves pod Přimdou.